# Heteromormyrus
Heteromormyrus ist eine Fischgattung aus der in Afrika vorkommenden Familie der Nilhechte (Mormyridae). Die Gattung wurde 1866 durch den österreichischen Fischkundler Franz Steindachner eingeführt und war lange Zeit monotypisch, da man wegen des ungewöhnlich aussehenden und im Schwanzskelett missgebildeten Holotyps keine Verwandtschaft zu anderen Nilhechtarten feststellen konnte. Erst durch im Jahr 2022 durchgeführte DNA-Vergleiche konnten sechs andere Nilhechtarten als nahe Verwandte von Heteromormyrus pauciradiatus ermittelt werden und die Gattung wurde um diese Arten erweitert. Heteromormyrus-Arten kommen im südlichen Afrika von Angola im Westen bis Mosambik im Osten zwischen den Breitengraden 5° und 20°S vor, fehlen also in Südafrika.

## Merkmale
Heteromormyrus-Arten haben einen abgerundeten Kopf mit einem endständigen oder leicht unterständigen Maul. Die für viele Nilhechte typische Kinnschwellung ist nicht so stark ausgeprägt wie bei den Marcusenius-Arten. Die Zähne sind eingebuchtet. Rücken- und Afterflosse sitzen weit hinten am Rumpf. Der Rückenflossenansatz liegt typischerweise etwas hinter dem Afterflossenansatz. Die Rückenflosse wird von 17 bis 24 Flossenstrahlen gestützt, bei der Afterflosse sind es 23 bis 27; die Rückenflosse ist damit etwas kürzer als die Afterflosse. Die Seitenlinie wird von 58 bis 72 Schuppen begleitet; rund um den Schwanzstiel zählt man 12 bis 20 Schuppen. Alle Heteromormyrus-Arten zeigen ein mehr oder weniger stark ausgeprägtes dunkles Band zwischen dem vorderen Rücken- und dem vorderen Afterflossenabschnitt. In der Mitte ist dieses Band hin und wieder unterbrochen. Außerdem ist bei einigen Arten ein dunkler Fleck zwischen den Loben der gegabelten Schwanzflosse vorhanden.

## Arten
Zur Gattung Heteromormyrus gehören 6 beschriebene Arten und eine unbeschriebene Art:
- Heteromormyrus pauciradiatus (Steindacher, 1866)
- Heteromormyrus ansorgii (Boulenger, 1905)
- Heteromormyrus longilateralis (Kramer & Swartz, 2010)
- Heteromormyrus pappenheimi (Boulenger, 1910)
- Heteromormyrus szaboi (Kramer, van der Bank & Wink, 2004)
- Heteromormyrus tavernei (Poll, 1972)
- Heteromormyrus sp., unbeschriebene Art aus dem Inkisi

## Belege
1. 1 2 3  John P. Sullivan, Carl D. Hopkins, Stacy Pirro, Rose Peterson, Albert Chakona, Tadiwa I. Mutizwa, Christian Mukweze Mulelenu, Fahad H. Alqahtani, Emmanuel Vreven, Casey B. Dillman (2022): Mitogenome recovered from a 19th Century holotype by shotgun sequencing supplies a generic name for an orphaned clade of African weakly electric fishes (Osteoglossomorpha, Mormyridae). ZooKeys, 1129: 163-196. doi: 10.3897/zookeys/1129.90287